# Región de Moravia-Silesia
La Región de Moravia-Silesia (en checo: Moravskoslezský kraj; de enero de 2000 a mayo de 2001 Región de Ostrava) es una unidad administrativa (kraj) de la República Checa. Se sitúa al noroeste de la región histórica de Moravia y comprende también las partes checas de Silesia. Limita con la Región de Olomouc (en el oeste) y la Región de Zlín (al sur), así como con Polonia al norte y Eslovaquia al este. La capital es Ostrava.

## Distritos(okresy)(población año 2018)
- Distrito de Bruntál 92,453
- Distrito de Frýdek-Místek 213,686
- Distrito de Karviná 249,377
- Distrito de Nový Jičín 151,566
- Distrito de Opava 176,385
- Distrito de Ostrava 322,419